# Civitella Paganico
Civitella Paganico är en kommun i provinsen Grosseto i regionen Toscana i Italien. Kommunen hade 3 154 invånare (2018).